# Association suisse des locataires
L'Association suisse des locataires (ASLOCA) est l'association suisse défendant les locataires.

## Histoire

Ancien logo.

Le 31 janvier 1915, sur l'initiative de l'Association genevoise de défense des locataires, a eu lieu à Bienne le premier congrès national des locataires qui réunit 25 délégués d'associations de locataires en Suisse et qui décident de créer la Ligue suisse des locataires. Son comité directeur siégeait à Zurich, mais les sections locales et régionales restaient indépendantes sur leurs activités.  
En 2015, l'ASLOCA compte 215 000 membres. 

## Objectifs
L'ASLOCA a pour objectifs de regrouper et représenter les locataires, de défendre leurs intérêts collectifs vis-à-vis des milieux immobiliers et des autorités, d'informer les locataires sur leurs droits, et de défendre les intérêts individuels de ses membres lors de litiges avec le propriétaire de leur logement ou local commercial, souvent représenté en Suisse par une régie (gérance).

## Organisation
L'ASLOCA, organisation faitière nationale, se compose de sections cantonales regroupées en trois organisations faîtières correspondant aux régions linguistiques alémanique (Schweizerischer Mieterinnen-und Mieterverband, MV), romande (Fédération romande des locataires, ASLOCA Romande), et suisse italienne (Associazione Svizzera inquilini, ASI).

### Président
- Depuis 2016 : Carlo Sommaruga[3]
- 2010 - 2016 : Marina Carobbio[4]
- 2004 - 2010 (par tournus) : Anita Thanei (de)[5]

### Secrétaire général
- Depuis avril 2022 : Linda Rosenkranz[6]
- D'avril 2018 à août 2022: Natalie Imboden[7]
- ? - 2018 : Michael Töngi
- 2004 - ? : Carlo Sommaruga[8]

## Journal
Droit au logement, le journal de l'ASLOCA Romande, paraît cinq fois l'an. Il est tiré à 91 000 exemplaires et envoyé à tous les membres.